# Прибинич
Прибинич (серб. Pribinić / Прибинић, до начала XX века использовалось написание Прибињић) — посёлок в Боснии и Герцеговине, Республике Сербской, общине Теслич. Население составляет 1996 человек по данным переписи 1991 года.

## Географическое положение
Прибинич расположен у подошв гор Боря и Яворова на реке Мала-Усора, в 15 километрах от города Теслича, и соединяет Теслич с Баня-Лукой. Высота относительно уровня моря колеблется от 280 до 460 м. Наиболее высокие горы в районе города: Таян (1008 м), Брестовац (605 м), Липова-Глава (520 м). Умеренный континентальный климат. Среднегодовая температура: +9,7° C. Среднегодовое количество оадков: 992 мм.

## История

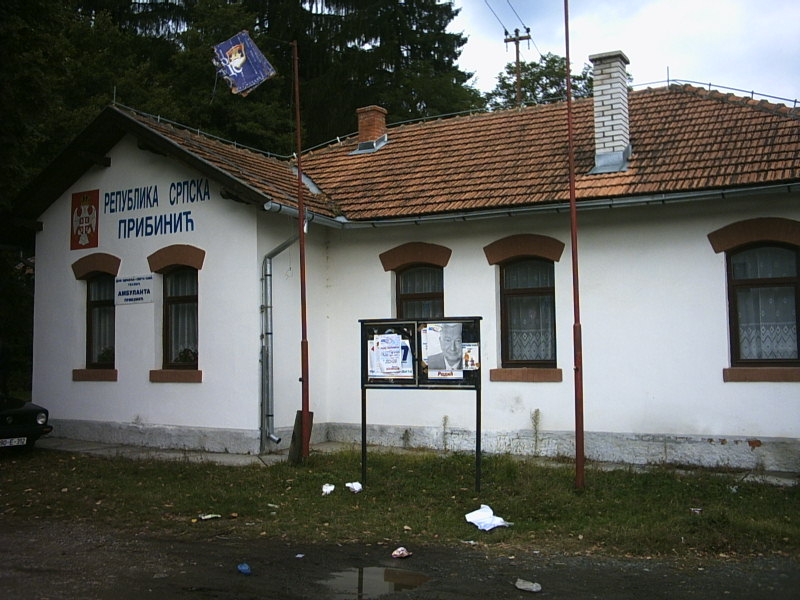
Амбулатория города

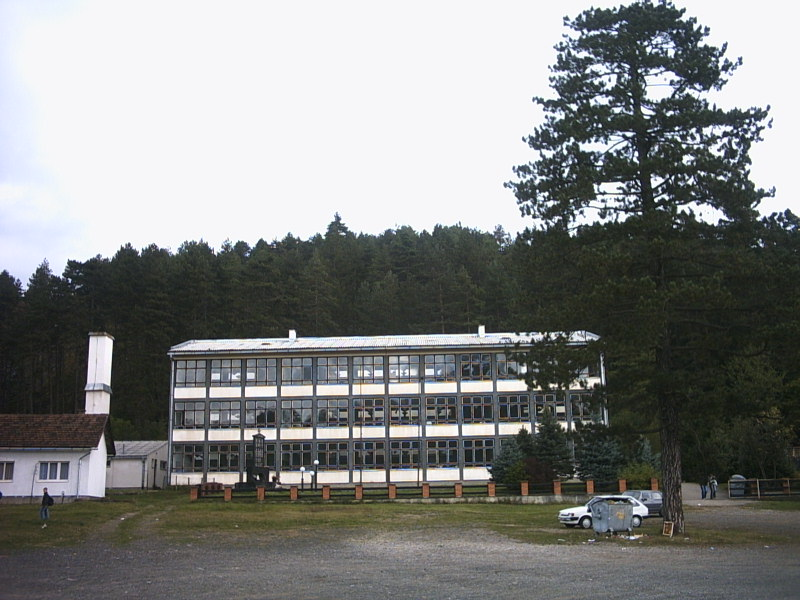
Школа имени Стевана Душанича

Споры о происхождении названия посёлка ведутся до сих пор. По самой распространённой версии, посёлок был назван в честь местного феодала, князя Прибина. По другой версии, это имя появилось во время строительства железной дороги словенскими рабочими во время существования Австро-Венгрии — образовалось от фразы «Pri bi nič» (со словен. — «Ни для кого»), что означало, что на месте строительства дороги не было никаких населённых пунктов. Сама первая железная дорога появилась в 1881 году, соединив Прибинич с Усорой, а с 1884 года через Прибинич проходит дорога Добой — Баня-Лука.
Археологические раскопки показывают, что ещё в древности здесь существовали поселения. Однако само поселение расцвело во время существования Австро-Венгрии: поскольку вокруг поселения располагался большой хвойный и лиственный лес, здесь активно велась заготовка древесины. Также этот город был известен как санаторий.

## Достопримечательности
В городе располагается девятилетняя школа имени Стефана Душанича (её филиалы есть в Липле, Шнеготине, Парлозах и Г.Булетиче). Стеван Душанич был одним из благотворителей и просветительских деятелей, который делал всё возможное для процветания посёлка. Также в городе есть здание почты, железнодорожная станция и больница, а также здание управления лесного хозяйства. В Прибиниче также некогда стояла деревянная католическая церковь, воздвигнутая в 1900 году, однако во время Второй мировой войны её сожгли дотла. В послевоенные годы у партийного руководства местным удалось получить разрешение на строительство православной церкви, которая известна как Церковь Святых Константина и Елены.
В посёлке также есть целительный источник, известный как «Принципово врело». По местному преданию, здесь когда-то жил Гаврило Принцип, который встречался с местной девушкой по имени Прибинка и проводил время около родника. На том месте, где, по преданию, они встречались, ныне поставлена памятная табличка. С поддержки Правительства Республики Сербской источник с 2012 года стал туристическим объектом, куда стали приезжать туристы из разных уголков планеты.

## Известные уроженцы
- Йован Душанич (р. 1950), доктор экономических наук, профессор[3].
- Слободан Душанич (1939—2012), доктор исторических наук, профессор.
- Степан Павлич (1918—1942), Народный герой Югославии.